# Cosimo Ferro
Cosimo Antonio Fabrizio Ferro  (ur. 8 czerwca 1962 w Mediolanie) – włoski szermierz, szpadzista, brązowy medalista olimpijski.
Na igrzyskach olimpijskich w Los Angeles w 1984 roku reprezentacja Włoch w składzie: Stefano Bellone, Sandro Cuomo, Cosimo Ferro, Roberto Manzi i Angelo Mazzoni zdobyła drużynowo brązowy medal. Był to jego jedyny start olimpijski.
Nie zdobył medalu mistrzostw świata.